# Kong Frederik VIII's Proklamation
Kong Frederik VIII's Proklamation er en dansk dokumentarisk optagelse fra 1906, der er instrueret af Peter Elfelt.

## Handling
Kong Frederik 8.'s proklamation blev foretaget af konseilspræsident Jens Christian Christensen den 30. januar. Efter 43 år som kronprins og i en alder af 63 år blev Frederik endelig konge. Han havde gennem årene stået i skyggen af sin fader, der ikke ønskede indblanding fra sin ellers både interesserede og flittige søn.